# 颯富士元揮
颯富士 元揮（はやてふじ げんき、2001年12月6日 - ）は、静岡県藤枝市出身で、伊勢ヶ濱部屋に所属した元大相撲力士。本名は大桑 元揮（おおくわ げんき）。身長171.5cm、体重141.3kg、血液型はB型。最高位は西幕下4枚目（2023年5月場所）。

## 来歴
小学校1年生の時に焼津少年相撲クラブで相撲を始めて、5年次に全日本小学生相撲優勝大会で3位入賞、中学校3年次に全中ベスト16の実績を残す。飛龍高校3年次に高校横綱（高校総体個人の部優勝）のタイトルを獲得し、全日本相撲選手権大会でも32強入りしている。飛龍高校からは大桑が二人目の高校横綱となった。初代は元幕内磋牙司の磯部洋之である（当時は沼津学園）。
全日本選手権終了後は、高校1年次から勧誘を受けていた大相撲の伊勢ヶ濱部屋に入門し、高校卒業前の2020年1月場所で初土俵を踏んだ。初土俵同期性には高校の同期生でもある天道山らがいる。四股名には「風に乗って羽ばたくように、さっそうと出世する願い」が込めらめており、師匠の9代伊勢ヶ濱（第63代横綱・旭富士）は「力士なのだから横綱を目指して頑張ればいい」「筋トレが好きで稽古も真面目。相撲が好きなんだろうね」と期待を寄せるコメントをした。同年3月に行われた飛龍高校の卒業式に際して受けた取材では「プロの世界では、高校横綱という看板は関係ないので一から頑張りたい」と抱負を述べた。同年3月場所から、高校の先輩でもある翠富士の付け人を務めた。
初めて番付に名前の載った2020年3月場所からは負け越し知らずで番付を上げ、2021年3月場所で新幕下に昇進したが、この場所は入門以来初めての負け越しとなった。2023年5月場所は、勝ち越せば周囲の成績次第で関取昇進も見える西幕下4枚目まで最高位を更新、5番相撲に勝利し3勝2敗としたものの残り2番を黒星で負け越した。続く7月場所中に右足首を骨折して以降は首や股関節、膝などに怪我が重なって満身創痍となり、2025年5月場所をもって現役を引退した。高校卒業後大学を経由せずに入門した高校横綱経験者が最高位幕下以下で引退するのは初めて。引退後は地元に戻り、自動車免許を取得し今後を考えると語った。

## 主な成績

### 通算成績
- 通算成績：116勝74敗27休（32場所）

### 場所別成績
| | 一月場所 初場所（東京）   | 三月場所 春場所（大阪） | 五月場所 夏場所（東京） | 七月場所 名古屋場所（愛知） | 九月場所 秋場所（東京） | 十一月場所 九州場所（福岡） |
| --- | ------------------------- | ----------------------- | ----------------------- | --------------------------- | ----------------------- | --------------------------- |
| 2020年 （令和2年） | （前相撲）                | 西序ノ口21枚目 6–1      | 感染症拡大 により中止   | 西序二段46枚目 6–1          | 西三段目80枚目 6–1      | 東三段目22枚目 4–3          |
| 2021年 （令和3年） | 西三段目9枚目 4–3         | 西幕下58枚目 3–4        | 東三段目9枚目 4–3       | 東幕下58枚目 4–3            | 東幕下48枚目 3–4        | 西幕下59枚目 4–3            |
| 2022年 （令和4年） | 東幕下50枚目 3–4          | 東三段目4枚目 5–2       | 西幕下48枚目 4–3        | 東幕下32枚目 4–3            | 東幕下26枚目 5–2        | 西幕下17枚目 3–4            |
| 2023年 （令和5年） | 東幕下23枚目 6–1          | 西幕下6枚目 4–3         | 西幕下4枚目 3–4         | 東幕下7枚目 3–2–2           | 東幕下11枚目 休場 0–0–7 | 東幕下52枚目 休場 0–0–7     |
| 2024年 （令和6年） | 西三段目32枚目 休場 0–0–7 | 東序二段3枚目 5–2       | 西三段目58枚目 5–2      | 東三段目29枚目 6–1          | 西幕下46枚目 0–3–4      | 西三段目21枚目 5–2          |
| 2025年 （令和7年） | 西幕下57枚目 4–3          | 西幕下46枚目 4–3        | 西幕下37枚目 引退 3–4–0 | x                           | x                       | x                           |
| 各欄の数字は、「勝ち-負け-休場」を示す。 優勝 引退 休場 十両 幕下 三賞：敢=敢闘賞、殊=殊勲賞、技=技能賞 その他：★=金星 番付階級：幕内 - 十両 - 幕下 - 三段目 - 序二段 - 序ノ口 幕内序列：横綱 - 大関 - 関脇 - 小結 - 前頭（「#数字」は各位内の序列） |                           |                         |                         |                             |                         |                             |

## 改名歴
- 颯富士 元揮（はやてふじ げんき）2020年1月場所 - 2025年5月場所